# Catalogo della sezione affreschi del Museo archeologico nazionale di Napoli
Il catalogo della sezione affreschi del Museo archeologico nazionale di Napoli elenca gli affreschi provenienti principalmente dagli scavi archeologici di Pompei, Ercolano e Stabia, custoditi al Museo archeologico nazionale di Napoli, nella sezione affreschi.

## Elenco
| Immagine | Titolo                                                    | Provenienza                                                   | Inventario |
| -------- | --------------------------------------------------------- | ------------------------------------------------------------- | ---------- |
|          | Achille                                                   | Casa dei Dioscuri, Pompei                                     | 9104       |
|          | Achille a Sciro                                           | Casa dei Dioscuri, Pompei                                     | 9110       |
|          | Achille e Briseide                                        | Casa del Poeta Tragico, Pompei                                | 9105       |
|          | Achille e Chirone                                         | Basilica, Ercolano                                            | 9109       |
|          | Achille seduto                                            | Casa del Peristilio, Pompei                                   | 8895       |
|          | Admeto e Alcesti                                          | Basilica, Ercolano                                            | 9027       |
|          | Adone                                                     | Casa di Meleagro, Pompei                                      | 9255       |
|          | Akte o Peliade                                            | Ercolano                                                      | 9094       |
|          | Alcesti e Admeto                                          | Casa del Poeta Tragico, Pompei                                | 9026       |
|          | Altare                                                    | Casa di Nettuno e Anfitrite, Ercolano                         | 150211     |
|          | Amore punito                                              | Casa dell'Amore Punito, Pompei                                | 9257       |
|          | Amorini                                                   | Villa Arianna, Stabia                                         | 9222       |
|          | Amorino con piatto                                        | Pompei                                                        | 9330       |
|          | Amorino con scarpe                                        | Villa Arianna, Stabia                                         | 9337       |
|          | Amorino e pantera                                         | Pompei                                                        | 9122       |
|          | Amorino su carro                                          | Pompei                                                        | 9173       |
|          | Amorino su pilastro                                       | Villa Arianna, Stabia                                         | 9763       |
|          | Amorino, menade e sileno                                  | Villa San Marco, Stabia                                       | 9665       |
|          | Apobate                                                   | Ercolano                                                      | 9564       |
|          | Apollo                                                    | Pompei                                                        | 9541       |
|          | Apollo e Dafne                                            | Casa di Meleagro, Pompei                                      | 9534       |
|          | Apollo e Dafne                                            | Villa Arianna, Stabia                                         | 9535       |
|          | Apollo, Chirone e Asclepio                                | Pompei                                                        | 8846       |
|          | Aquila su mensola                                         | Basilica, Ercolano                                            | 8777       |
|          | Archemoros                                                | Pompei                                                        | 8987       |
|          | Architettura                                              | Casa di Marco Fabio Rufo, Pompei                              | 9700       |
|          | Architettura con porta e maschere                         | Villa di Publio Fannio Sinistore, agro pompeiano (Boscoreale) | s.n. 1     |
|          | Architetture                                              | Ercolano                                                      | 8534       |
|          | Architetture                                              | Villa Arianna, Stabia                                         | 9497       |
|          | Architetture                                              | Casa del Peristilio, Pompei                                   | 9183       |
|          | Architetture                                              | Casa del Peristilio, Pompei                                   | 9165       |
|          | Architetture con satiri                                   | Ercolano                                                      | 9878       |
|          | Ares e Afrodite                                           | Casa delle Nozze di Ercole, Pompei                            | 9248       |
|          | Ares e Afrodite                                           | Casa dell'Amore Punito, Pompei                                | 9249       |
|          | Ares e Afrodite                                           | Casa di Meleagro, Pompei                                      | 9256       |
|          | Ares e Afrodite                                           | Casa di Meleagro, Pompei                                      | 9256       |
|          | Arianna abbandonata                                       | Casa di Meleagro, Pompei                                      | 9051       |
|          | Ariete smarrito                                           | Pompei                                                        | 9418       |
|          | Arpocrate, genius huius loci                              | Casa del Colonnato Tuscanico, Ercolano                        | 8848       |
|          | Artemide                                                  | Pompei                                                        | 9310       |
|          | Artemide e Kallisto                                       | Casa di Lucio Cornelio Diadumeno, Pompei                      | 111441     |
|          | Atena                                                     | Villa Arianna, Stabia                                         | 9527       |
|          | Atleti                                                    | Basilica, Ercolano                                            | 9054       |
|          | Attributi dionisiaci                                      | Praedia di Giulia Felice, Pompei                              | 8795       |
|          | Baccante stesa con rhyton e cornice a ovoli               | Basilica, Ercolano                                            | 9290       |
|          | Bacco e il Vesuvio                                        | Casa del Centenario, Pompei                                   | 112286     |
|          | Busti di fanciulle                                        | Agro pompeiano                                                | 9074       |
|          | Busto di fanciulla                                        | Stabia                                                        | 8946       |
|          | Busto maschile                                            | Ercolano                                                      | 9072       |
|          | Caduta di Icaro                                           | Pompei                                                        | 9506       |
|          | Candelabri                                                | Villa di Cicerone, Pompei                                     | 9869       |
|          | Candelabri                                                | Villa di Cicerone, Pompei                                     | 9874       |
|          | Candelabro                                                | Villa di Cicerone, Pompei                                     | 8538       |
|          | Candelabro                                                | Villa della Reale Scuderia di Portici, Portici                | 9770       |
|          | Candelabro                                                | Villa della Reale Scuderia di Portici, Portici                | 9762       |
|          | Canestro                                                  | Villa Arianna, Stabia                                         | 8689       |
|          | Cariatide                                                 | Villa Arianna, Stabia                                         | 8910       |
|          | Carro con muli                                            | Praedia di Giulia Felice, Pompei                              | 9057       |
|          | Cavallo di Troia                                          | Casa di Cipio Panfilio Felice, Pompei                         | 9010       |
|          | Cavallo marino                                            | Villa Arianna, Stabia                                         | 8883       |
|          | Cavallo marino                                            | Villa Arianna, Stabia                                         | 8856       |
|          | Centauri e Centauresse                                    | Villa di Cicerone, Pompei                                     | 9133       |
|          | Cerere                                                    | Casa dei Dioscuri, Pompei                                     | 9454       |
|          | Cista su candelabro                                       | Villa Arianna, Stabia                                         | 9943       |
|          | Concerto                                                  | Palestra, Ercolano                                            | 9021       |
|          | Concerto di donne                                         | Pompei                                                        | 9023       |
|          | Coniglio e fichi                                          | Pompei                                                        | 8630       |
|          | Coppia con maschere                                       | Ercolano                                                      | 9079       |
|          | Coppia in volo                                            | Casa dei Dioscuri, Pompei                                     | 9134       |
|          | Coppia in volo                                            | Casa dei Dioscuri, Pompei                                     | 9135       |
|          | Coppia in volo                                            | Villa Arianna, Stabia                                         | 9136       |
|          | Corte ellenistica                                         | Villa di Publio Fannio Sinistore, agro pompeiano (Boscoreale) | s.n. 5     |
|          | Danzatrici                                                | Villa di Cicerone, Pompei                                     | 9297       |
|          | Danzatrici                                                | Villa di Cicerone, Pompei                                     | 9295       |
|          | Dedalo e Icaro                                            | Casa di Didone ed Enea, Pompei                                | 120174     |
|          | Dedalo e Pasifae                                          | Casa della Caccia Antica, Pompei                              | 8979       |
|          | Diana                                                     | Villa Arianna, Stabia                                         | 9243       |
|          | Didone abbandonata                                        | Casa di Meleagro, Pompei                                      | 8898       |
|          | Didone e Ascanio                                          | Casa di Nettuno e Anfitrite, Ercolano                         | 150210     |
|          | Dioniso e Arianna                                         | Pompei                                                        | 9271       |
|          | Dioniso e Menade                                          | Pompei                                                        | 9274       |
|          | Dioniso e Satiro                                          | Casa dei Dioscuri, Pompei                                     | 9268       |
|          | Dioniso, Menade e satiro                                  | Pompei                                                        | 9281       |
|          | Dioscuro                                                  | Casa dei Dioscuri, Pompei                                     | 9455       |
|          | Dioscuro                                                  | Casa dei Dioscuri, Pompei                                     | 9453       |
|          | Discobolo                                                 | Villa Arianna, Stabia                                         | 9053       |
|          | Divinità fluviali                                         | Villa Arianna, Stabia                                         | 8885       |
|          | Donna che si pettina                                      | Villa Arianna, Stabia                                         | 9088       |
|          | Donna con flabello                                        | Villa Arianna, Stabia                                         | 8933       |
|          | Donna con specchio                                        | Villa Arianna, Stabia                                         | 9525       |
|          | Donna sdraiata                                            | Villa Arianna, Stabia                                         | 8937       |
|          | Donna seduta                                              | Villa Arianna, Stabia                                         | 9097       |
|          | Donna seduta                                              | Villa Arianna, Stabia                                         | 9641       |
|          | Donna seduta con flabello                                 | Villa Arianna, Stabia                                         | 8892       |
|          | Donne e mendicante                                        | Praedia di Giulia Felice, Pompei                              | 9059       |
|          | Donne sedute                                              | Villa Arianna, Stabia                                         | 9664       |
|          | Drappo con petali e datteri                               | Casa di Marco Fabio Rufo, Pompei                              | 9634       |
|          | Due cavalli                                               | Villa Arianna, Stabia                                         | 9802       |
|          | Due eroi                                                  | Palestra, Ercolano                                            | 9020       |
|          | Edicola con zoccolo                                       | Villa di Agrippa Postumo, agro pompeiano (Boscotrecase)       | 147502     |
|          | Edicole con donne                                         | Villa Arianna, Stabia                                         | 8914       |
|          | Edicole con donne                                         | Villa Arianna, Stabia                                         | 8841       |
|          | Edicole con donne                                         | Villa Arianna, Stabia                                         | 8912       |
|          | Edificio timpanato su fondo rosso                         | Basilica, Ercolano                                            | 8540       |
|          | Elementi architettonici e decorativi con figure femminili | Secondo complesso, Stabia                                     | 9031       |
|          | Endimione e Selene                                        | Casa dei Dioscuri, Pompei                                     | 9240       |
|          | Enea ferito                                               | Casa di Sirico, Pompei                                        | 9009       |
|          | Epifania di Dioniso                                       | Casa dei Capitelli Colorati, Pompei                           | 9278       |
|          | Epistilio                                                 | Villa di Publio Fannio Sinistore, agro pompeiano (Boscoreale) | s.n. 3     |
|          | Eracle e Nesso                                            | Casa del Centauro, Pompei                                     | 9001       |
|          | Eracle e Nesso                                            | Casa di Giasone, Pompei                                       | 111474     |
|          | Eracle ed Onfale                                          | Casa del Principe di Montenegro, Pompei                       | 9000       |
|          | Ercole e il cinghiale di Erimanto                         | Basilica, Ercolano                                            | 9006       |
|          | Ercole e l'Idra                                           | Casa della Gemma, Ercolano                                    | 152901     |
|          | Ermafrodito                                               | Casa di Meleagro, Pompei                                      | 9264       |
|          | Eroti acroteriali                                         | Villa Arianna, Stabia                                         | 8521       |
|          | Eroti e psychai                                           | Villa Arianna, Stabia                                         | 9315       |
|          | Eroti e psychai                                           | Villa Arianna, Stabia                                         | 9313       |
|          | Europa sul toro                                           | Casa di Giasone, Pompei                                       | 111475     |
|          | Fanciulla dinnanzi a magistrati o Vendita di una schiava  | Praedia di Giulia Felice, Pompei                              | 9067       |
|          | Fanciullo coronato                                        | Agro pompeiano                                                | 9087       |
|          | Fedra e la nutrice                                        | Casa di Giasone, Pompei                                       | 114322     |
|          | Fenice, Achille e Pentesilea                              | Casa di Giasone, Pompei                                       | 111471     |
|          | Festone con maschere e rami di pino                       | Casa degli Scienziati, Pompei                                 | 9901       |
|          | Festoni con maschera                                      | Pompei                                                        | 8591       |
|          | Figure femminili                                          | Villa Arianna, Stabia                                         | 8840       |
|          | Figure sdraiate                                           | Villa Arianna, Stabia                                         | 9279       |
|          | Figure volanti                                            | Villa Arianna, Stabia                                         | 8606       |
|          | Flora                                                     | Villa Arianna, Stabia                                         | 8834       |
|          | Frammento di cavallo                                      | Villa Arianna, Stabia                                         | s.n.       |
|          | Fregio con pigmei                                         | Villa Arianna, Stabia                                         | 9095       |
|          | Fregio con pigmei                                         | Villa Arianna, Stabia                                         | 9099       |
|          | Fregio con pigmei                                         | Villa Arianna, Stabia                                         | 9098       |
|          | Fregio con villa marittima                                | Pompei                                                        | 111478     |
|          | Frisso ed Elle                                            | Pompei                                                        | 9478       |
|          | Frontoni                                                  | Villa Arianna, Stabia                                         | 9371       |
|          | Gallo e gallina                                           | Ercolano                                                      | 9714       |
|          | Gallo e uva                                               | Ercolano                                                      | 8735       |
|          | Ganimede                                                  | Casa di Meleagro, Pompei                                      | 9547       |
|          | Genio in volo con cornucopia                              | Basilica, Ercolano                                            | 8828       |
|          | Ghirlanda                                                 | Villa di Publio Fannio Sinistore, agro pompeiano (Boscoreale) | s.n. 2     |
|          | Giasone e Pelia                                           | Casa di Giasone, Pompei                                       | 111436     |
|          | Giocatrici di astragali                                   | Ercolano                                                      | 9562       |
|          | Giovane con palma                                         | Villa Arianna, Stabia                                         | 8911       |
|          | Giovane con rotolo                                        | Casa del Cenacolo, Pompei                                     | 120620b    |
|          | Giovane con rotolo                                        | Casa del Cenacolo, Pompei                                     | 120620a    |
|          | Giovane con rotolo                                        | Pompei                                                        | 9085       |
|          | Giovane con vaso                                          | Villa Arianna, Stabia                                         | 9663       |
|          | Giovane di profilo                                        | Villa di Cicerone, Pompei                                     | 9086       |
|          | Giovane seduto                                            | Villa Arianna, Stabia                                         | 9093       |
|          | Grifo                                                     | Pompei                                                        | 8691       |
|          | Grottesca metallica                                       | Villa Arianna, Stabia                                         | 9758       |
|          | Helios                                                    | Villa Arianna, Stabia                                         | 8839       |
|          | Hierogamia                                                | Casa del Poeta Tragico, Pompei                                | 9559       |
|          | Ifigenia in Tauride                                       | Casa di Lucio Cecilio Giocondo, Pompei                        | 111439     |
|          | Il giudizio di Salomone                                   | Casa del Medico, Pompei                                       | 113197     |
|          | Ilioupersis                                               | Villa Arianna, Stabia                                         | 9893       |
|          | Ilioupersis                                               | Casa di Virnio Modesto, Pompei                                | 120176     |
|          | Imeneo                                                    | Casa di Meleagro, Pompei                                      | 9320       |
|          | Insegna di bottega e iscrizioni elettorali                | Pompei                                                        | 9282       |
|          | Instrumentum scriptorium con lettera e dittico            | Casa di Marco Lucrezio, Pompei                                | 9818       |
|          | Instrumentum scriptorium con rotoli e dittico             | Pompei                                                        | 4675       |
|          | Io e Argo                                                 | Casa di Meleagro, Pompei                                      | 9556       |
|          | Iside fortuna                                             | Caupona di Terzio, Pompei                                     | 112285     |
|          | Iside fortuna                                             | Casa di Filocalo, Pompei                                      | 8836       |
|          | L'attore re                                               | Palestra, Ercolano                                            | 9019       |
|          | L'officina di Efesto                                      | Casa delle Quadrighe, Pompei                                  | 9531       |
|          | Laocoonte                                                 | Casa dei Laocoonte, Pompei                                    | 111210     |
|          | Lari e serpenti                                           | Pompei                                                        | 8905       |
|          | Leda                                                      | Villa Arianna, Stabia                                         | 9546       |
|          | Lesena con tirso                                          | Casa del Peristilio, Pompei                                   | 9757       |
|          | Lettura di editto                                         | Praedia di Giulia Felice, Pompei                              | 9068       |
|          | Liberazione di Hesione                                    | Pompei                                                        | 9445       |
|          | Lotta tra grifo e Arimaspe                                | Villa dei Misteri, Pompei                                     | s.n.       |
|          | Marsia                                                    | Casa della Regina Margherita, Pompei                          | 120626     |
|          | Maschera                                                  | Pompei                                                        | 9853       |
|          | Maschera                                                  | Pompei                                                        | 9854       |
|          | Maschera                                                  | Pompei                                                        | 9808       |
|          | Medaglione con busto di Paride                            | Tempio di Iside, Pompei                                       | 8988       |
|          | Medaglione con satiro                                     | Tempio di Iside, Pompei                                       | 8877       |
|          | Medaglione e paesaggio                                    | Ercolano                                                      | 9081       |
|          | Medaglioni con paesaggi                                   | Villa San Marco, Stabia                                       | 9408       |
|          | Medea                                                     | Pompei                                                        | 111440     |
|          | Medea                                                     | Casa di Giasone, Pompei                                       | 114321     |
|          | Medea                                                     | Casa dei Dioscuri, Pompei                                     | 8977       |
|          | Medea                                                     | Villa Arianna, Stabia                                         | 8978       |
|          | Medea con la spada                                        | Basilica, Ercolano                                            | 8976       |
|          | Medea e le Peliadi                                        | Casa del Gruppo dei Vasi di Vetro, Pompei                     | 111477     |
|          | Meleagro e Atlanta                                        | Casa del Centauro, Pompei                                     | 8980       |
|          | Menade e Amorino                                          | Casa di Lucio Cecilio Giocondo, Pompei                        | 110591     |
|          | Menade timpanista                                         | Villa San Marco, Stabia                                       | 8964       |
|          | Mensa agonistica                                          | Villa di Publio Fannio Sinistore, agro pompeiano (Boscoreale) | s.n. 6     |
|          | Mesi-calendario                                           | Pompei                                                        | 9521       |
|          | Monocromo giallo                                          | Pompei                                                        | 9493       |
|          | Monocromo giallo                                          | Agro pompeiano                                                | 9489       |
|          | Morte di Sofonisba                                        | Casa di Giuseppe II, Pompei                                   | 8968       |
|          | Natura morta                                              | Villa Arianna, Stabia                                         | 8719       |
|          | Natura morta                                              | Villa Arianna, Stabia                                         | 8688       |
|          | Natura morta con pane e fichi                             | Ercolano                                                      | 8625       |
|          | Nature morte                                              | Praedia di Giulia Felice, Pompei                              | 8611       |
|          | Nereide su cavallo marino                                 | Villa Arianna, Stabia                                         | 8859       |
|          | Nereide su pantera                                        | Villa Arianna, Stabia                                         | 8870       |
|          | Ninfe                                                     | Pompei                                                        | 9127       |
|          | Niobe                                                     | Casa del Marinaio, Pompei                                     | 109370     |
|          | Niobidi                                                   | Casa del Marinaio, Pompei                                     | 111479     |
|          | Offerente                                                 | Villa San Marco, Stabia                                       | 9373       |
|          | Offerente con vassoio e fiori                             | Basilica, Ercolano                                            | 8962       |
|          | Offerente coronato                                        | Basilica, Ercolano                                            | 9374       |
|          | Offerenti colti in cerimonie rituali                      | Villa San Marco, Stabia                                       | 8890       |
|          | Offerenti colti in cerimonie rituali                      | Villa San Marco, Stabia                                       | 8891       |
|          | Offerta                                                   | Pompei                                                        | 9258       |
|          | Oreste e Pilade dinanzi a Ifigenia                        | Ercolano                                                      | 9538       |
|          | Origini di Roma                                           | Casa di Marco Fabio Secondo, Pompei                           | s.n.       |
|          | Paesaggi architettonici                                   | Pompei                                                        | 9406       |
|          | Paesaggi architettonici                                   | Ercolano                                                      | 9510       |
|          | Paesaggio                                                 | Villa Arianna, Stabia                                         | 9392       |
|          | Paesaggio                                                 | Villa Arianna, Stabia                                         | 9421       |
|          | Paesaggio                                                 | Villa Arianna, Stabia                                         | 9431       |
|          | Paesaggio                                                 | Villa Arianna, Stabia                                         | 9424       |
|          | Paesaggio architettonico                                  | Ercolano                                                      | 9393       |
|          | Paesaggio architettonico                                  | Pompei                                                        | 9494       |
|          | Paesaggio architettonico                                  | Pompei                                                        | 9411       |
|          | Paesaggio architettonico                                  | Pompei                                                        | 9426       |
|          | Paesaggio architettonico                                  | Pompei                                                        | 9415       |
|          | Paesaggio architettonico                                  | Pompei                                                        | 9416       |
|          | Paesaggio architettonico                                  | Villa Arianna, Stabia                                         | 9402       |
|          | Paesaggio architettonico                                  | Villa Arianna, Stabia                                         | 9403       |
|          | Paesaggio architettonico                                  | Villa Arianna, Stabia                                         | 9401       |
|          | Paesaggio architettonico                                  | Villa Arianna, Stabia                                         | 9396       |
|          | Paesaggio architettonico                                  | Villa Arianna, Stabia                                         | 9397       |
|          | Paesaggio architettonico                                  | Villa Arianna, Stabia                                         | 9398       |
|          | Paesaggio architettonico                                  | Villa Arianna, Stabia                                         | 9407       |
|          | Paesaggio architettonico                                  | Villa Arianna, Stabia                                         | 9459       |
|          | Paesaggio architettonico                                  | Villa Arianna, Stabia                                         | 9405       |
|          | Paesaggio architettonico                                  | Ercolano                                                      | 9436       |
|          | Paesaggio architettonico                                  | Pompei                                                        | 9438       |
|          | Paesaggio architettonico                                  | Pompei                                                        | 9443       |
|          | Paesaggio architettonico                                  | Ercolano                                                      | 9474       |
|          | Paesaggio architettonico                                  | Ercolano                                                      | 9485       |
|          | Paesaggio architettonico con pescatore                    | Pompei                                                        | 9470       |
|          | Paesaggio con animali pascolanti                          | Pompei                                                        | 9488       |
|          | Paesaggio con asino e barche                              | Ercolano                                                      | 9513       |
|          | Paesaggio con barche                                      | Pompei                                                        | 9482       |
|          | Paesaggio con statue                                      | Villa San Marco, Stabia                                       | 9414       |
|          | Paesaggio egiziano                                        | Pompei                                                        | 9503       |
|          | Paesaggio fluviale                                        | Ercolano                                                      | 9395       |
|          | Paesaggio idillico-sacrale                                | Casa del Peristilio, Pompei                                   | 8845       |
|          | Paesaggio idillico sacrale                                | Villa di Agrippa Postumo, agro pompeiano (Boscotrecase)       | 147503     |
|          | Paesaggio marittimo                                       | Pompei                                                        | 9463       |
|          | Paesaggio marittimo                                       | Pompei                                                        | 9484       |
|          | Paesaggio nilotico                                        | Casa dei Cervi, Ercolano                                      | 9729       |
|          | Paesaggio nilotico                                        | Ercolano                                                      | 8561       |
|          | Paesaggio portuale                                        | Pompei                                                        | 9460       |
|          | Paesaggio sacro                                           | Ercolano                                                      | 9419       |
|          | Paesaggio sacro                                           | Pompei                                                        | 9472       |
|          | Pan e le ninfe                                            | Casa di Giasone, Pompei                                       | 111473     |
|          | Pannello rosso                                            | Villa di Agrippa Postumo, agro pompeiano (Boscotrecase)       | 147505     |
|          | Pannello rosso                                            | Villa di Agrippa Postumo, agro pompeiano (Boscotrecase)       | 147504     |
|          | Pantera                                                   | Pompei                                                        | 8650       |
|          | Pantera                                                   | Pompei                                                        | 8649       |
|          | Pantere su architetture                                   | Villa Arianna, Stabia                                         | 9187       |
|          | Parete a tappeto                                          | Villa Arianna, Stabia                                         | 9653       |
|          | Parete a tappeto                                          | Villa Arianna, Stabia                                         | 9654       |
|          | Parete a tappeto                                          | Villa Arianna, Stabia                                         | 9652       |
|          | Parete a tappeto                                          | Villa Arianna, Stabia                                         | 9656       |
|          | Parete a tappeto                                          | Villa Arianna, Stabia                                         | 9655       |
|          | Parete a tappeto                                          | Villa Arianna, Stabia                                         | 9661       |
|          | Parete con monocromi in verde                             | Villa della Reale Scuderia di Portici, Portici                | 9194       |
|          | Parete con monocromi in verde                             | Villa della Reale Scuderia di Portici, Portici                | 9413       |
|          | Parete con monocromi in verde                             | Villa della Reale Scuderia di Portici, Portici                | 8593       |
|          | Parete con monocromi in verde                             | Villa della Reale Scuderia di Portici, Portici                | 9864       |
|          | Parete con Narciso                                        | Casa delle Vestali, Pompei                                    | 9701       |
|          | Parete con nature morte                                   | Praedia di Giulia Felice, Pompei                              | 8598       |
|          | Parete con paesaggio idillico-sacrale                     | Villa di Agrippa Postumo, agro pompeiano (Boscotrecase)       | 147501     |
|          | Paride ed Elena                                           | Villa Arianna, Stabia                                         | 8982       |
|          | Paride ed Elena                                           | Casa di Giasone, Pompei                                       | 114320     |
|          | Paride sull'Ida                                           | Agro pompeiano                                                | 9508       |
|          | Partenza di Criseide                                      | Casa del Poeta Tragico, Pompei                                | 9108       |
|          | Passanti nella piazza                                     | Praedia di Giulia Felice, Pompei                              | 9070       |
|          | Pastiche                                                  | Casa dei Cervi, Ercolano                                      | 9687       |
|          | Pastiche                                                  | Casa dei Cervi, Ercolano                                      | 9689       |
|          | Pastiche                                                  | Villa Arianna, Stabia                                         | 9896       |
|          | Pastiche                                                  | Villa Arianna, Stabia                                         | 9883       |
|          | Pastiche                                                  | Villa Arianna, Stabia                                         | 9332       |
|          | Pastiche                                                  | Pompei                                                        | 9866       |
|          | Pastiche di frammenti                                     | Pompei                                                        | 9911       |
|          | Pastiche di frammenti                                     | Pompei                                                        | 9907       |
|          | Pastiche di frammenti                                     | Pompei                                                        | 9916       |
|          | Pastiche di frammenti                                     | Pompei                                                        | 9920       |
|          | Pastiche di paesaggi                                      | Ercolano                                                      | 9468       |
|          | Pastiche: paesaggio architettonico - natura morta         | Villa Arianna, Stabia                                         | 9391       |
|          | Perseo e Andromeda                                        | Casa della Saffo, Pompei                                      | 8995       |
|          | Perseo e Andromeda                                        | Pompei                                                        | 9477       |
|          | Perseo e Andromeda                                        | Casa dei Dioscuri, Pompei                                     | 8998       |
|          | Perseo e Andromeda                                        | Casa dei Capitelli Colorati, Pompei                           | 8996       |
|          | Perseo libera Andremeda                                   | Palestra, Ercolano                                            | 8993       |
|          | Perseo libera Andromeda                                   | Casa del Principe di Montenegro, Pompei                       | 8997       |
|          | Piritoo                                                   | Casa di Gavio Rufo, Pompei                                    | 9044       |
|          | Pittrice                                                  | Pompei                                                        | 9017       |
|          | Pittrice                                                  | Casa del Chirurgo, Pompei                                     | 9018       |
|          | Polifemo e Galatea                                        | Ercolano                                                      | 9244       |
|          | Polifemo e Galatea                                        | Pompei                                                        | 8983       |
|          | Polli e ricotte                                           | Pompei                                                        | 8632       |
|          | Predella                                                  | Pompei                                                        | 8805       |
|          | Predella                                                  | Pompei                                                        | 8588       |
|          | Predella                                                  | Pompei                                                        | 8804       |
|          | Predella                                                  | Casa del Peristilio, Pompei                                   | 9229       |
|          | Predella                                                  | Ercolano                                                      | 9265       |
|          | Predella                                                  | Ercolano                                                      | 9267       |
|          | Predella                                                  | Pompei                                                        | 9733       |
|          | Predella                                                  | Agro pompeiano                                                | 9870       |
|          | Predella e pannello                                       | Ercolano                                                      | 8865       |
|          | Prue di navi                                              | Pompei                                                        | 8603       |
|          | Prue di navi                                              | Pompei                                                        | 8604       |
|          | Prue di navi                                              | Pompei                                                        | NR 1172    |
|          | Psychai                                                   | Villa Arianna, Stabia                                         | 9334       |
|          | Psychai                                                   | Villa Arianna, Stabia                                         | 9169       |
|          | Punizione di scolaro                                      | Praedia di Giulia Felice, Pompei                              | 9066       |
|          | Quadri di nature morte                                    | Casa dei Cervi, Ercolano                                      | 8644       |
|          | Quadri di nature morte                                    | Casa dei Cervi, Ercolano                                      | 8647       |
|          | Quadri di nature morte                                    | Casa dei Cervi, Ercolano                                      | 8645       |
|          | Quadriga                                                  | Praedia di Giulia Felice, Pompei                              | 9062       |
|          | Ratto del Palladio                                        | Anfiteatro, Pompei                                            | 109751     |
|          | Riquadri a fondo bianco con amorini e corolla             | Casa di Giuseppe II, Pompei                                   | 9168       |
|          | Rissa nell'anfiteatro                                     | Casa di Aniceto, Pompei                                       | 112222     |
|          | Ritratto di anziano                                       | Casa del Citarista, Pompei                                    | 9073       |
|          | Sacerdoti isiaci                                          | Villa Arianna, Stabia                                         | 8972       |
|          | Sacrificio di Ifigenia                                    | Casa del Poeta Tragico, Pompei                                | 9112       |
|          | Saffo                                                     | Pompei                                                        | 9084       |
|          | Satiro seduto                                             | Villa Arianna, Stabia                                         | 9116       |
|          | Saturno                                                   | Casa dei Dioscuri, Pompei                                     | 8837       |
|          | Scena di tragedia                                         | Casa dei Dioscuri, Pompei                                     | 9039       |
|          | Scena nilotica                                            | Casa del Medico, Pompei                                       | 113195     |
|          | Scena teatrale                                            | Ercolano                                                      | 9563       |
|          | Scenografia teatrale                                      | Palestra, Ercolano                                            | 9735       |
|          | Scenografia teatrale con pantera                          | Palestra, Ercolano                                            | 9726       |
|          | Scilla                                                    | Villa Arianna, Stabia                                         | 8860       |
|          | Scomparto a fondo bianco                                  | Pompei                                                        | 9875       |
|          | Scomparto con maschere di Pan                             | Villa Arianna, Stabia                                         | 9614       |
|          | Scomparto con maschere di Pan                             | Villa Arianna, Stabia                                         | 9619       |
|          | Scomparto con maschere di Pan                             | Villa Arianna, Stabia                                         | 9623       |
|          | Scomparto nero                                            | Villa di Agrippa Postumo, agro pompeiano (Boscotrecase)       | 138993     |
|          | Scomparto nero                                            | Villa di Agrippa Postumo, agro pompeiano (Boscotrecase)       | 138992     |
|          | Scorcio architettonico                                    | Pompei                                                        | 9709       |
|          | Scorcio architettonico                                    | Pompei                                                        | 9710       |
|          | Settimana-calendario                                      | Pompei                                                        | 9519       |
|          | Sfinge                                                    | Casa della Gemma, Ercolano                                    | 152902     |
|          | Sfinge                                                    | Pompei                                                        | 8817       |
|          | Sileni                                                    | Villa di Cicerone, Pompei                                     | 9118       |
|          | Sileni                                                    | Villa di Cicerone, Pompei                                     | 9119       |
|          | Sileni                                                    | Villa di Cicerone, Pompei                                     | 9121       |
|          | Sileni                                                    | Villa di Cicerone, Pompei                                     | 9164       |
|          | Sileni                                                    | Villa di Cicerone, Pompei                                     | 9163       |
|          | Sileno stanco                                             | Ercolano                                                      | 9561       |
|          | Sileno, Eros e Pan                                        | Casa di Meleagro, Pompei                                      | 9124       |
|          | Sinopa                                                    | Oplonti                                                       | 155730     |
|          | Situla                                                    | Villa di Publio Fannio Sinistore, agro pompeiano (Boscoreale) | s.n. 7     |
|          | Soffitto                                                  | Pompei                                                        | 9973       |
|          | Stagioni-calendario                                       | Pompei                                                        | 9518       |
|          | Stagioni-calendario                                       | Pompei                                                        | 9520       |
|          | Stibadio dionisiaco                                       | Casa di Gavio Rufo, Pompei                                    | 9449       |
|          | Strage dei Niobidi                                        | Casa dei Dioscuri, Pompei                                     | 9304       |
|          | Strage dei Niobidi                                        | Casa dei Dioscuri, Pompei                                     | 9302       |
|          | Stucco policromo                                          | Casa di Meleagro, Pompei                                      | 9625       |
|          | Stucco policromo                                          | Casa di Meleagro, Pompei                                      | 9595       |
|          | Stucco policromo                                          | Casa di Meleagro, Pompei                                      | 9506       |
|          | Supplizio di Dirce                                        | Casa del Granduca di Toscana, Pompei                          | 9042       |
|          | Supplizio di Marsia                                       | Ercolano                                                      | 9539       |
|          | Terentius Neo e la moglie                                 | Casa di Terenzio Neo, Pompei                                  | 9058       |
|          | Teseo e Arianna                                           | Casa di Lucio Cecilio Giocondo, Pompei                        | 115396     |
|          | Teseo e Arianna                                           | Casa dei Capitelli Colorati, Pompei                           | 9052       |
|          | Teseo e centauro                                          | Ercolano                                                      | 9560       |
|          | Teseo liberatore                                          | Casa di Gavio Rufo, Pompei                                    | 9043       |
|          | Teti                                                      | Casa di Meleagro, Pompei                                      | 8873       |
|          | Teti ed Efesto                                            | Casa di Meleagro, Pompei                                      | 9528       |
|          | Teti ed Efesto                                            | Casa di Paccio Alessandro, Pompei                             | 9529       |
|          | Tholos                                                    | Pompei                                                        | 202        |
|          | Tramezzo con maschera e lepre appesa                      | Pompei                                                        | 9847       |
|          | Uccelli                                                   | Villa Arianna, Stabia                                         | 8690       |
|          | Uccelli e coppa d'argento                                 | Pompei                                                        | 8634       |
|          | Uccelli e pavoni                                          | Villa Arianna, Stabia                                         | 8712       |
|          | Uccelli e pavoni                                          | Villa Arianna, Stabia                                         | 8711       |
|          | Uccello                                                   | Villa Arianna, Stabia                                         | 8740       |
|          | Uccello                                                   | Villa Arianna, Stabia                                         | 8737       |
|          | Uccello                                                   | Villa Arianna, Stabia                                         | 8728       |
|          | Uccello                                                   | Villa Arianna, Stabia                                         | 8726       |
|          | Uomo coronato                                             | Agro pompeiano                                                | 9092       |
|          | Vasi agonistici                                           | Villa Arianna, Stabia                                         | 9950       |
|          | Vecchio seduto                                            | Villa Arianna, Stabia                                         | 9142       |
|          | Vendita di Amorini                                        | Casa di Lucio Cornelio Diadumeno, Pompei                      | 111437     |
|          | Vendita di attrezzi da lavoro e di scarpe                 | Praedia di Giulia Felice, Pompei                              | 9069       |
|          | Vendita di commestibili presso un arco                    | Praedia di Giulia Felice, Pompei                              | 9065       |
|          | Vendita di scarpe                                         | Praedia di Giulia Felice, Pompei                              | 9061       |
|          | Vendita di tessuti                                        | Praedia di Giulia Felice, Pompei                              | 9064       |
|          | Vendita di tessuti, pentolame e pane davanti a colonnato  | Praedia di Giulia Felice, Pompei                              | 9063       |
|          | Venditrice di amorini                                     | Villa Arianna, Stabia                                         | 9180       |
|          | Venere Genitrice                                          | Villa di Publio Fannio Sinistore, agro pompeiano (Boscoreale) | s.n. 4     |
|          | Vestizione della sacerdotessa                             | Palestra, Ercolano                                            | 9022       |
|          | Vestizione di Liricine                                    | Casa di Meleagro, Pompei                                      | 9543       |
|          | Viandante                                                 | Casa dei Dioscuri, Pompei                                     | 9106       |
|          | Villa sul mare                                            | Ercolano                                                      | 9417       |
|          | Vittoria alata                                            | Pompei                                                        | 8940       |
|          | Vivaio di pesci                                           | Pompei                                                        | 8621       |
|          | Zeus                                                      | Casa dei Dioscuri, Pompei                                     | 9551       |
|          | Zeus ammone                                               | Villa Arianna, Stabia                                         | 9545       |
|          | Zeus e amorino                                            | Basilica, Ercolano                                            | 9553       |
|          | Zoccolo                                                   | Pompei                                                        | 9688       |